# Col·legi d'economistes de Catalunya
El Col·legi d'Economistes de Catalunya (CEC) és una corporació de dret públic de caràcter professional, que compta amb més de 7.800 col·legiats i col·legiades i 1.500 societats i despatxos vinculats (2022) dedicats a els diferents vessants de l'economia i l'empresa.

## Història
El Col·legi d'Economistes de Catalunya (CEC) és fruit de la unificació de l'antic Col·legi d'Economistes i dels extingits Col·legis de Titulats Mercantils i Empresarials de Barcelona, Girona, Lleida i Tarragona així com del Consell de Col·legis de Titulats Mercantils i Empresarials de Catalunya. El CEC unificat va quedar formalment constituït el dia 1 d'octubre de 2014, quan va tenir lloc l'Assemblea Extraordinària Constituent.
Inicialment, aquesta entitat era una secció del Col·legi de Llicenciats de les especialitats ciències polítiques, econòmiques i comercials de Barcelona, l'any 1954. Posteriorment, es va segregar com a col·legi pròpiament d'economistes de Catalunya i les Illes Balears amb delegacions a Tarragona, Lleida i Girona. La delegació de les Illes Balears es va segregar l'any 1978.
El Col·legi ha tingut com a degans els Srs. Joaquim Buxó-Dulce de Abaigar, Josep Maria Berini, Llorenç Gascón, Lluís Burgués, Francesc Raventós, Rafael Suñol, Francesc Santacana, Andreu Morillas, Valentí Pich, Jordi Conejos, Artur Saurí, Joan B. Casas (2008-2018), Anton Gasol (2018-2021), Oriol Amat (2021) i, des del novembre 2021, en Carles Puig de Travy.

## Serveis
Mitjançant l'organització d'activitats i prestació de serveis, es configura com un centre de formació i actualització professional i com un fòrum d'opinió obert a la societat en general. Com a màxim òrgan representatiu de la professió, el Col·legi d'Economistes de Catalunya té com a objectiu principal fomentar el desenvolupament de les professions vinculades a l'economia i l'empresa i vetllar perquè les activitats professionals ofereixin a la societat garanties de qualitat i competència. El Col·legi té seus a Barcelona (Plaça de Gal·la Placídia 32), Girona (Carrer Joan Maragall 44-46), Lleida (Carrer Pere Cabrera 16) i Tarragona (Rambla Nova 58-60).

## Col·legiats/des de Mèrit i d'Honor
Cada any el Col·legi d'Economistes de Catalunya distingeix la trajectòria professional d'un/a economista col·legiat/da per la seva contribució a la professió i a la ciència econòmica:
Pasqual Maragall Mira, Narcís Serra Serra, Andreu Mas Colell, Joaquim Muns Albuixech, Josep M. Bricall Masip, Amadeu Petitbó Juan, Antoni Serra Ramoneda, Ernest Lluch Martín, Josep Oliu Creus, Jacint Ros Hombravella, Guillem López Casasnovas, Francesc Granell Trias, Antonio Argandoña Rámiz, Mercè Sala Schnorkowski, Martí Parellada Sabata, Isidre Fainé Casas, Artur Saurí del Río, Lluís Barbé Duran, Alfred Pastor Bodmer, Joan Canals Oliva, Joan Hortalà Arau, Enric Genescà Garrigosa, Carles A. Gasòliba Böhm, Antoni Castells Oliveres, Salvador Alemany Mas, Teresa Garcia-Milà Lloveras, Josep Oliver Alonso, Joan Tugores Ques, Montserrat Casanovas Ramon, Artur Mas i Gavarró i Albert Carreras de Odriozola.
D'altra banda, també lliura anualment la distinció de col·legiat/da d'Honor a professionals de disciplines que no són la de l'economia però que fan aportacions destacades per a la millora de la professió i de l'economia: Joan Sardà Dexeus, Fabià Estapé Rodríguez, Josep Lluís Sureda Carrión, Romà Perpinyà Grau, Ramon Trias Fargas, Jordi Nadal Oller, Rafael Termes Carreró, Francesc Cabana Vancells, Josep Fontana Lázaro, Anna Cabré Pla, Josep Maria Vegara Carrió, Albert Vilalta González, Ramon Folch Guillén, Mariano Marzo Carpio, Manuel Castells Oliván, Salvador Anton Clavé, Marta Sanz-Solé, Ramon Alcoberro Pericay, Cristina Gallach Figueras, Juan Ignacio Cirac Sasturain i Olga Pané Mena.

## Activitats destacades

### Jornada dels Economistes
Des de l'any 1996 el Col·legi d'Economistes de Catalunya organitza anualment la Jornada dels Economistes, una trobada d'economistes per analitzar i debatre l'actualitat i els reptes d'aquest sector professional
En les 25 edicions de la Jornada dels Economistes, més de 30.000 persones han assistit a les sessions que s'organitzen a cadascuna de les seus del Col·legi (Barcelona, Girona, Lleida i Tarragona) amb un programa específic relacionat amb el lema de cada Jornada. Amb el lema “L'economia i la societat post COVID-19”, la jornada del 2021 es va centrar en abordar els efectes econòmics de la pandèmia i de quina manera ens en podrem sortir.

### Congrés d'Economia i Empresa de Catalunya
El Col·legi d'Economistes de Catalunya va organitzar un congrés català d'economia per analitzar l'impacte de la transició i l'entrada d'Espanya a la Comunitat Europea. Els dos primers congressos van tenir lloc l'any 1979, amb els efectes de la crisi del petroli i en plena transició democràtica, i el 1988, poc després de l'entrada a la Comunitat Econòmica Europea. El primer congrés es va anomenar Congrés d'Economia i Economistes de Catalunya i el segon, Congrés d'Economia de Catalunya. L'any 2017-2018 el Col·legi organitzà el 3r Congrés d'Economia i Empresa de Catalunya, amb el lema "Cap a un model eficient i equitatiu", fomentant la reflexió sobre l'empresa i l'equitat social, tot impulsant un debat en el conjunt de la societat catalana sobre com assolir aquests objectius.

## Revista Econòmica de Catalunya
La Revista Econòmica de Catalunya es publica des de 1986 íntegrament en català i és un instrument que el Col·legi d'Economistes de Catalunya aporta a la societat a l'hora d'aprofundir en el coneixement de la realitat econòmica i empresarial en totes les seves manifestacions. La Revista Econòmica de Catalunya, editada en català, recull les aportacions més innovadores tant des del vessant de l'anàlisi com de les experiències comparades de política econòmica i del món empresarial.
D'altra banda, fruit d'un conveni de col·laboració amb el Consorci de Serveis Universitaris de Catalunya, la Revista Econòmica de Catalunya (REC) també es pot consultar en accés obert al portal de Revistes Catalanes amb Accés Obert (RACO).
El 1999 la revista va rebre va rebre la Creu de Sant Jordi per contribuir a l'ús i a la promoció del català en l'àmbit financer i empresarial i per la publicació d'articles teòrics i pràctics sobre l'economia catalana.